# Simonetta Sommaruga
Simonetta Sommaruga (Zug, 14 de maio de 1960) é uma política suíça filiada ao Partido Socialista Suíço (PSS). Foi uma dos sete ministros que compõem o Conselho Federal, que exerce a chefia de Estado da Suíça. Foi chefe do Departamento Federal de Justiça e Polícia.

## Biografia
Nascida em Zug, Sommaruga cresceu com dois irmãos e uma irmã em Sins. Ela frequentou o ginásio em Immensee na comuna de Svitto e estudou piano em Lucerna, Califórnia e Roma. De 1988 a 1991, ela participou de estudos das línguas inglesa e românicas na Universidade de Friburgo.
Sommaruga foi diretora da Fundação de Proteção ao Consumidor (Stiftung für Konsumentenschutz) de 1993 até 1999, o que lhe rendeu o reconhecimento público na parte da Suíça que fala a língua alemã. Ela tem ocupado a presidência da fundação desde 1999, e da organização de ajuda Swissaid desde 2003.
A carreira política de Sommaruga começou como membro do Grande Conselho de Berna entre 1981 e 1990, o parlamento do cantão de Berna. Ela serviu no governo municipal de Köniz entre 1998 e 2005. Em 1999, foi eleita para o Conselho Nacional da Suíça, e em 2003 para a câmara alta do Conselho dos Estados, representando o cantão de Berna.
Em 11 de agosto de 2010, ela anunciou sua candidatura na eleição do Conselho Federal para suceder Moritz Leuenberger. Ela foi eleita com 159 votos contra 81 de Jean-François Rime em 22 de setembro de 2010.
Sommaruga é casada com o escritor Lukas Hartmann e vive em Spiegel, próximo a Berna.